# Черкез Ахмед
Черкез Ахмед (на турски: Cherkes Ahmet) е османски бандит и мародер, водач на паравоенна банда, участвала в Арменския геноцид по време на Първата световна война.

## Завоевания
Роден е в Сяр и вероятно е от черкезки произход. През Първата световна война оглавява, подкрепяна от правителството банда, участвала в масовото избиване на арменци. Черкез Ахмед е отговорен за убийството на известния арменски писател, литературен критик и политик Григор Зохраб и политика Варткес Серенгулян. Ахмед заедно с убийците Халил и Назим е съден и екзекутиран в Дамаск от Джемал паша през септември 1915 година. Убийствата са разследвани в 1916 година от комисия на Османския парламент, водена от депутата от Алепо Артин Бошгезенян.